# Jossypiwka (Bila Zerkwa)
Jossypiwka (ukrainisch Йосипівка; russisch Йосиповка Jossipowka) ist ein Dorf in der ukrainischen Oblast Kiew mit etwa 250 Einwohnern (2001).

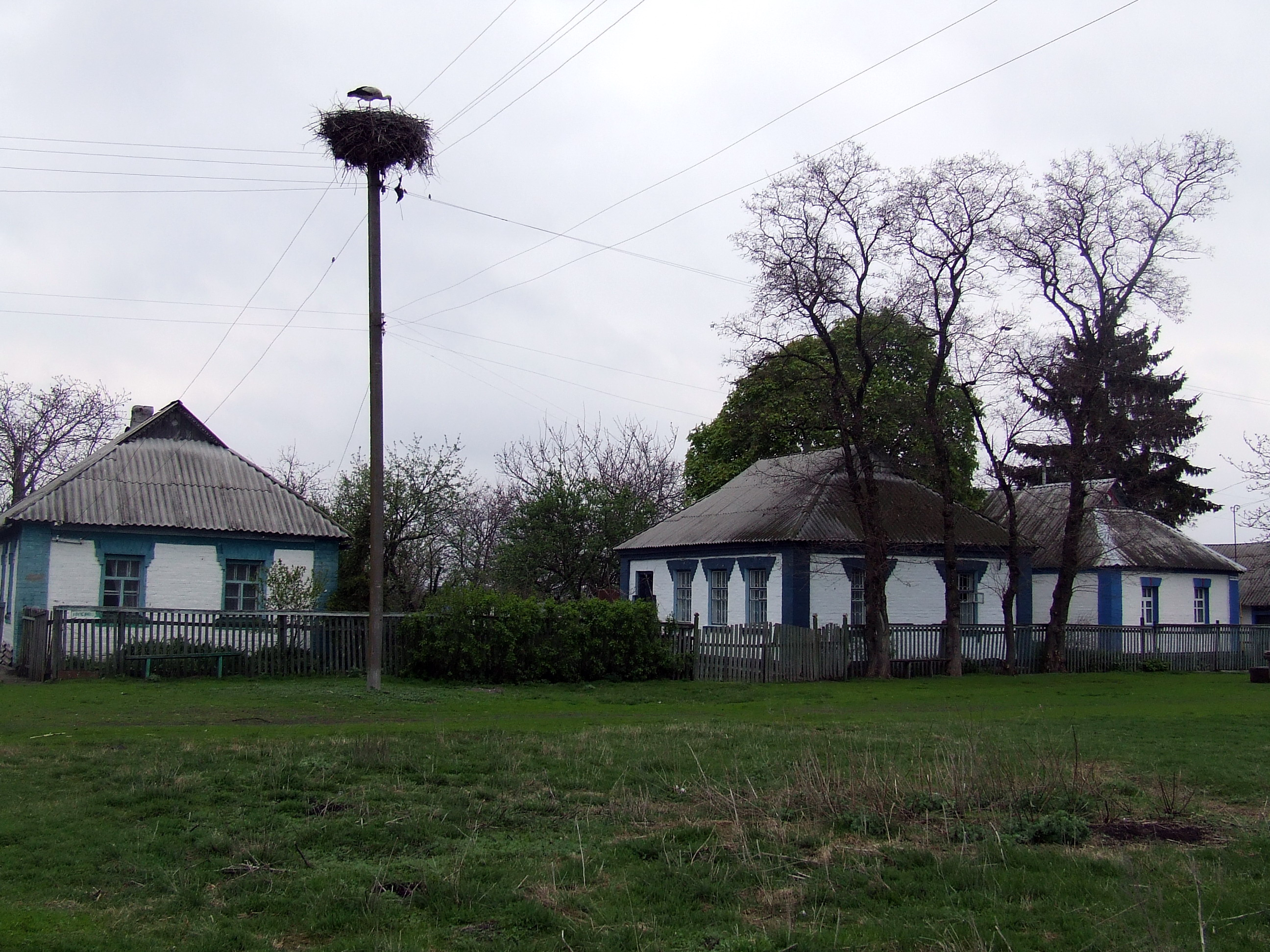
Storchennest im Dorf

Das 1867 gegründete Dorf liegt auf einer Höhe von 190 m, 30 km nordöstlich vom Rajonzentrum Bila Zerkwa und etwa 70 km südlich vom Oblastzentrum Kiew.
Am 4. Oktober 2017 wurde das Dorf ein Teil der neugegründeten Stadtgemeinde Usyn, bis dahin bildete es zusammen mit den Dörfern Satyscha (Затиша), Krasne (Красне) und Pawliwka (Павлівка) die gleichnamige Landratsgemeinde Jossypiwka (Йосипівська сільська рада/Jossypiwska silska rada) im Nordosten des Rajons Bila Zerkwa.
Südlich vom Dorf verläuft die Territorialstraße T–10–33.